# Maneuvering reentry vehicle
Maneuvering reentry vehicle, maneuverable reentry vehicle (MaRV) – rodzaj pocisku balistycznego z głowicą bojową zdolną do wykonywania w atmosferze kontrolowanych manewrów (w tym ponownego w nią wchodzenia) i aktywnego samonaprowadzania na wyznaczony cel.